# Рубі Роуз
Ру́бі Ро́уз Лангенгайм (англ. Ruby Rose; нар. 20 березня 1986, Мельбурн, Австралія) — австралійська співачка, акторка, ді-джейка та телеведуча. Відкрита лесбійка та знаменита модель. Агностик.

## Біографія
Рубі Роуз Лангенгайм народилась у сім'ї художниці Каті та заводчика бігових коней Пітера, раннє дитинство провела на його фермі в штаті Вікторія (Австралія). Її хрещеним батьком є знаменитий австралійський боксер Лайнелл Роуз, також вона — праправнучка Алека Кемпбелла, останнього, що вижив, австралійського солдата-учасника Дарданелльської операції. У 20 років мати втекла від батька, коли дитині був рік. За словами Рубі, щоб купити їм квитки на літак до міста Гобарт, мама вкрала телевізор і продала його. Спочатку вони поселились у тітки Рубі, Мері, про котру вона зберегла найтепліші спогади. Потім послідувало багато переїздів, під час яких вони постійно жили в злиднях: Черчилл, Гіпсленд, Серферс Парадайз, поки не влаштувалися в Мельбурні у бабусі, Дайдре Роуз Лангенгайм.
У дитинстві Рубі пережила сексуальне насильство зі сторони одного з її родичів, через що захворіла біполярним розладом і мала суїцидні спроби.
У Мельбурні вступила до університетської школи та міського коледжу Футскрей. У школі та коледжі Рубі страждала від вербального та фізичного насильства однокласників через свій лесбійський камінг-аут у 12-річному. У 16, в результаті однієї з подібних сутичок, під час котрої її побили стільцем у їдальні коледжу, Рубі була госпіталізована.
У 2009 році Рубі помічена з Кетрін Макніл, австралійською топ-моделлю. Пізніше з'явилася чутка про їхні заручини, відмінені 2010 року. Пізніше познайомилась з Фібі Дал, дизайнеркою одягу та онукою класика дитячої літератури Роальда Дала, з котрою почала роман, що дійшов до заручення. Але 14 грудня 2015 Роуз і Дал оголосили про розрив у соціальних мережах.
Також Роуз з жовтня 2016 року була в стосунках із Джессікою Орігліассо з дуету The Veronicas, пара розійшлась у квітні 2018 року.

## Кар'єра
Перша слава прийшла до Рубі Роуз у 2002 році через участь у конкурсі моделей, організованому австралійським журналом «Girlfriend». Вона зайняла друге місце, поступившись Кетрін Макніл

### Телебачення
Рубі Роуз лауреатка нагороди ASTRA AWARDS у номінації «Улюблена телеведуча». Також вона брала участь в австралійському гейм-шоу Talkin' 'Bout Your Generation, де працювала на одному знімальному майданчику з коміком Джошем Томасом. Була запрошеною суддею в одному з епізодів ток-шоу Australia's Next Top Model. У фіналі передачі Рубі виконувала роль кореспондентки.
У 2009 році стала однією з ведучих програми The 7pm Project, що виходила в ефір на австралійському телеканалі Network Ten.
В 2010 році була спеціальною кореспонденткою Зимових Олімпійських ігор у Ванкувері.

### Кіно
У 2013 році Рубі Роуз знялась із Крістіною Річчі у фільмі «Життєвий досвід».
11 червня 2015 вийшов 3 сезон серіалу «Помаранчевий — хіт сезону» за участю Рубі.
12 червня 2015 вийшов 1 сезон серіалу «Темна матерія», у якому було підтверджено участь акторки.
У 2017 вийшов «Три ікси: Повернення Ксандера Кейджа» з Віном Дізелем, де Рубі Роуз грає напарницю Ксандера Кейджа, снайперку Адель Вулф.
У 2017 виходить «Оселя зла: Фінальна битва» з Міллою Йовович, де Роуз грає Ебігейл та «Джон Уік 2» з Кіану Рівзом, де Рубі виконувала роль Арес, керівниці охорони головного антагоніста.
7 серпня 2018 року було анонсовано, що Рубі Роуз зіграє Бетвумен в епізоді-кросовері Мультивсесвіту Стріли 2018 року. 9 жовтня роль було анонсовано супергеройський костюм Бетвумен. Бетвумен Кейт Кейн стала першою відкритою лесбійкою в фільмографії DC.

### Мода
У 2010 році Рубі Роуз співпрацювала з австралійським лейблом «Milk and Honey» над створенням своєї колекції одягу MADTV.

### Музика
У 2013 році випустила сингл під назвою Guilty Pleasure. Пізніше на світ вийшов трек «Break Free». На last.fm кількість прослуховувань пісень Рубі Роуз наближається до 23 000 000.

## Фільмографія

### Фільми
| рік  | фільм                                  | роль               | примітки                  |
| ---- | -------------------------------------- | ------------------ | ------------------------- |
| 2013 | Around the Block                       | Ганна              |                           |
| 2014 | Break Free                             | у ролі самої себе  | короткометражний          |
| 2016 | Вовки та вівці: ме-е-е-га перетворення | Б'янка             | голос, англійський дубляж |
| 2016 | Оселя зла: Фінальна битва              | Ебігейл            |                           |
| 2017 | Три ікси: Повернення Ксандера Кейджа   | Адель Вулф         |                           |
| 2017 | Джон Вік 2                             | Арес               |                           |
| 2017 | Ідеальний голос 3                      | Солістка Evermoist |                           |
| 2018 | Мег                                    | Джакс              |                           |
| 2020 | Шоу монстрів                           | Ліз                | голос                     |
| 2020 | Мала з характером                      | Алі                |                           |
| 2021 | Спецслужба: Сигнал тривоги             | Грейс              |                           |
| 2021 | Янгол помсти                           | Вікторія           |                           |

### Телебачення
| рік       | фільм                     | роль                 | примітки                                                             |
| --------- | ------------------------- | -------------------- | -------------------------------------------------------------------- |
| 2013      | Mr & Mrs Murder           | у ролі самої себе    | Епізод: "Early Checkout"                                             |
| 2015-2016 | Помаранчевий — хіт сезону | Стелла Карлін        | 9 серій                                                              |
| 2015      | Темна матерія             | Андроїд Венді        | Епізод: "Episode Seven"                                              |
| 2017      | Ліпсінк Батл              | у ролі самої себе    | Епізод: "Мілла Йовович vs. Рубі Роуз"                                |
| 2018-2019 | Флеш                      | Кейт Кейн / Бетвумен | Епізоди: "Elseworlds, Part 1" та "Crisis on Infinite Earths, Part 3" |
| 2018-2019 | Стріла                    | Кейт Кейн / Бетвумен | Епізоди: "Elseworlds, Part 2" та "Crisis on Infinite Earths, Part 4" |
| 2018-2019 | Супердівчина              | Кейт Кейн / Бетвумен | Епізоди: "Elseworlds, Part 3" та "Crisis on Infinite Earths, Part 1" |
| 2019-2020 | Бетвумен                  | Кейт Кейн / Бетвумен | 20 серій                                                             |
| 2020      | Легенди завтрашнього дня  | Кейт Кейн / Бетвумен | Епізод: "Crisis on Infinite Earths, Part 5"                          |

## Кліпи
- 2013 — Guilty Pleasure.
- 2014 — Break Free.
- 2016 — знялася в кліпі The Veronicas на пісню On your Side.
- 2015 — Russ — My Baby